# Brezova Gora
Brezova Gora is een plaats in de gemeente Bednja in de Kroatische provincie Varaždin. De plaats telt 91 inwoners (2001).